# 金宣宗
金宣宗完颜珣（1163年4月18日—1224年1月14日），女真名吾睹補。金世宗完颜雍长孙，金章宗兄，卫绍王侄，父完顏允恭，母昭華劉氏。他是金朝第八位皇帝（1213年9月22日—1224年1月14日在位），在位11年，终年61岁。

## 生平
金世宗大定十八年（1178年），封溫國公，二十六年賜名珣，二十九年封豐王。承安元年，封翼王。泰和五年，改賜名從嘉，其後又改封邢王及升王。
至寧元年（1213年）八月，胡沙虎杀死衛紹王，迎立完顏從嘉為帝，由於完顏從嘉在河北鎮守，於是暫時以完顏從嘉長子完顏守忠監國。九月即位，是為宣宗，以胡沙虎為太師、尚書令兼都元帥，封澤王，同月改元貞祐。閏九月，宣宗復舊名珣。十月，朮虎高琪殺胡沙虎，宣宗赦免高琪，封他為左副元帥。是年秋，蒙古軍分三路攻金，幾乎攻破所有河北郡縣，金國只有中都、真定、大名等十一城未曾失守。
貞祐二年三月，蒙金和議成，五月十八日（1214年6月27日），金宣宗逃離中都，七月金宣宗南逃到達汴京，此舉觸怒蒙古，戰爭再起。貞祐三年五月初二（1215年5月31日），中都失守，十月，蒲鮮萬奴在遼東自立。興定三年十二月（1220年初），宣宗誅术虎高琪。
宣宗对外措施十分不当，直接导致金朝灭亡。他先向蒙古大汗成吉思汗屈辱求和，又与西夏断交，還不顧丞相徒单镒和諸多大臣等的反對，将都城由中都南迁至汴京，并且发动侵宋战争。金国三面受敌，加上內部不和，叛亂頻生，國家危在旦夕。
宣宗在元光二年十二月二十二日（1224年1月14日）去世，死後諡號是繼天興統述道勤仁英武聖孝皇帝，廟號是宣宗，葬于德陵（在今河南開封）。
正大三年以完顏承暉、高汝礪、僕散端配享宣宗廟庭。

## 家庭
后妃
- 王皇后
- 王元妃，金哀宗生母
- 史麗妃[1]
- 龐真妃，完顏守純母

儿子
- 莊獻太子完顏守忠
- 金哀宗完颜守绪
- 荊王完顏守純
- 至王完顏玄齡

女儿
- 温国公主[2]

## 評價
- 元朝官修正史《金史》脱脱等的評價是：“宣宗当金源末运，虽乏拨乱反正之材，而有励精图治之志。迹其勤政忧民，中兴之业盖可期也，然而卒无成功者何哉？良由性本猜忌，崇信翙御，奖用吏胥，苛刻成风，举措失当故也。执中元恶，此岂可相者乎，顾乃怀其援立之私，自除廉陛之分，悖礼甚矣。高琪之诛执中，虽云除恶，律以《春秋》之法，岂逃赵鞅晋阳之责？既不能罪而遂相之，失之又失者也。迁汴之后，北顾大元之朝日益隆盛，智识之士孰不先知？方且狃于余威，牵制群议，南开宋衅，西启夏侮，兵力既分，功不补患。曾未数年，昔也日辟国百里，今也日蹙国里，其能济乎？再迁遂至失国，岂不重可叹哉！”[3]

## 延伸阅读
[在维基数据编辑]
 《金史·卷14》，出自脱脱《遼史》

### 引用
1. ↑  《金史 卷九十三 列传第三十一》玄龄，或曰庄献太子母弟，早卒，未封爵。或曰丽妃史氏所生。
2. ↑  《金史 卷一十四 本纪第十四 宣宗上》辛亥，封皇子守礼为遂王，守纯为濮王，皇女温国公主。
3. ↑  .   [2011-06-15]. （原始内容存档于2021-04-20）.